# JR貨物EF210形電気機関車
EF210形電気機関車（EF210がたでんききかんしゃ）は、日本貨物鉄道（JR貨物）が1996年から製造する直流電気機関車。
JRの機関車で初めて愛称が採用され、公募の結果「岡山機関区に所属する省電力大出力機」であることから「ECO-POWER 桃太郎」と命名された。

## 導入の経緯
1990年代前期、従来の直流電化区間標準機であるEF65形は初期型が経年30年前後となり、同形式を多数承継したJR貨物では更新工事を施工して延命を図ってきた。また、輸送力増加への対応策として、1,600 t 牽引を念頭に置き、1時間定格出力6,000 kWを誇るEF200形が1990年（平成2年）3月に登場し、順次運用に入っていた。しかし、当初計画された 1,600 t 牽引は、変電所の電力供給能力問題が顕在化したことから実現できなかった。
このような情勢下でJR貨物は方針転換を強いられ、本形式はEF65・EF66形の後継機として、また、東海道・山陽線系統の 1,300 t コンテナ貨物列車運転拡大に充当する目的で開発された。

## 構造

### 車体
箱型両運転台を採用し、外板には腐食防止の観点から耐候性鋼板を使用している。側面には機器取り出し口を、冷却ダクトを内蔵した屋根は機器脱着を考慮した2分割の取り外し可能な構造となっている。高運転台式非貫通の前面形状を有し、正面窓上に短い庇を設けた。また、予讃線に存在する鳥越トンネル以西の超狭小トンネルを通過するための対策を施しており、四国島内の電化区間直通を可能としている。

### 機器類
機械室は1室とし、中央部にVVVFインバータ（主変換装置）と補助電源装置（静止形インバータ）を設置している。通路はZ形とし、車体中央で通路配置が逆転する。このため側面の窓配置は向かって左側に採光窓が並び、向かって右側に通風孔を設ける配置となる。試作機では主電動機・主変換装置冷却風を遠心分離フィルタを通して取り入れる構造としており、この構造としたことから、冷却風取入口部分には側通路を設けることができず、機器室通路がZ形となった。量産機ではフィルタ機構は簡易フィルタ箱に簡略化されたが、機器室の通路配置は踏襲されている。
GTO素子を用いたVVVFインバータでかご形三相誘導電動機を制御するシステムはEF200形電気機関車と同一だが、製作および運用コスト低減のため、本形式は国内機関車では初となる1基のインバータで2基のモーターを制御する1C2M方式を採用した。各軸を個別のインバータで制御する方式に比較して粘着特性に劣ることから、力行時の軸重移動・空転対策として、制御は台車単位ではなく、第1軸と第4軸、第2軸と第5軸、第3軸と第6軸をそれぞれ一組として各1基のインバータで制御する構成としている。なお、2000年以降に新造された100番台ではインバータの構造がIGBT素子に変更され、1基のインバータで1基のモーターを制御する1C1M方式となった。
1時間定格出力565 kWの主電動機を吊り掛け式で6基搭載し、機関車全体で3,390 kWの出力を確保しているが、本形式は日本の電気機関車として初めて「30分定格」の概念を採用し、定格出力3,540 kW（30分）の設定で設計された。これらの対応により、絶対的な性能はEF200形（1時間定格出力6,000 kW）に比べ大幅に切り下げられているが、東海道本線関ヶ原付近（新垂井経由）の連続勾配10 ‰での運用が可能となり、EF66形との共通運用もできる。
補機類や計器類の電源を供給する補助電源装置には、GTOチョッパとIGBTインバータとで構成された静止形インバータ（SIV）を採用し、三相交流440 V・60 Hzと直流100 Vを出力する。
台車は軸梁式ボルスタレスの2軸ボギー台車で、ヨーダンパが取付けられている。車体支持方式は空気ばね、動力伝達はリンクを介した低心皿方式である。軸箱支持は軸はり式による弾性支持とし、台車に搭載される駆動装置は1段歯車減速吊り掛け式としている。
基礎ブレーキ装置は、保守省力化の観点からユニットブレーキを使用した焼結合金制輪子による片押し式としている。ブレーキ方式は発電ブレーキ併用の電気指令式空気ブレーキとし、関ヶ原付近の10 ‰連続下り勾配において1,300 t貨物を抑速運転できる性能を持つ。中間台車には、ばね式留置ブレーキをユニットブレーキに内蔵している。
空気ブレーキなどで使用される圧縮空気を供給する電動空気圧縮機は、FMH3008-FC3000A形を1基搭載する。
電動機などの冷却に使用する電動送風機は、FMH3012-FFK12形を8基搭載する（電動機・インバータ用が3基、排塵用が3基、ブレーキ抵抗器用が2基）。

運転整備重量は100.8 tとされ、EF66形と同等とした。なお軸重16.8 tは日本の主要幹線における通常の許容上限まで採った状態で、粘着力確保の意図がある。

## 形態区分

### 試作機（901号機）

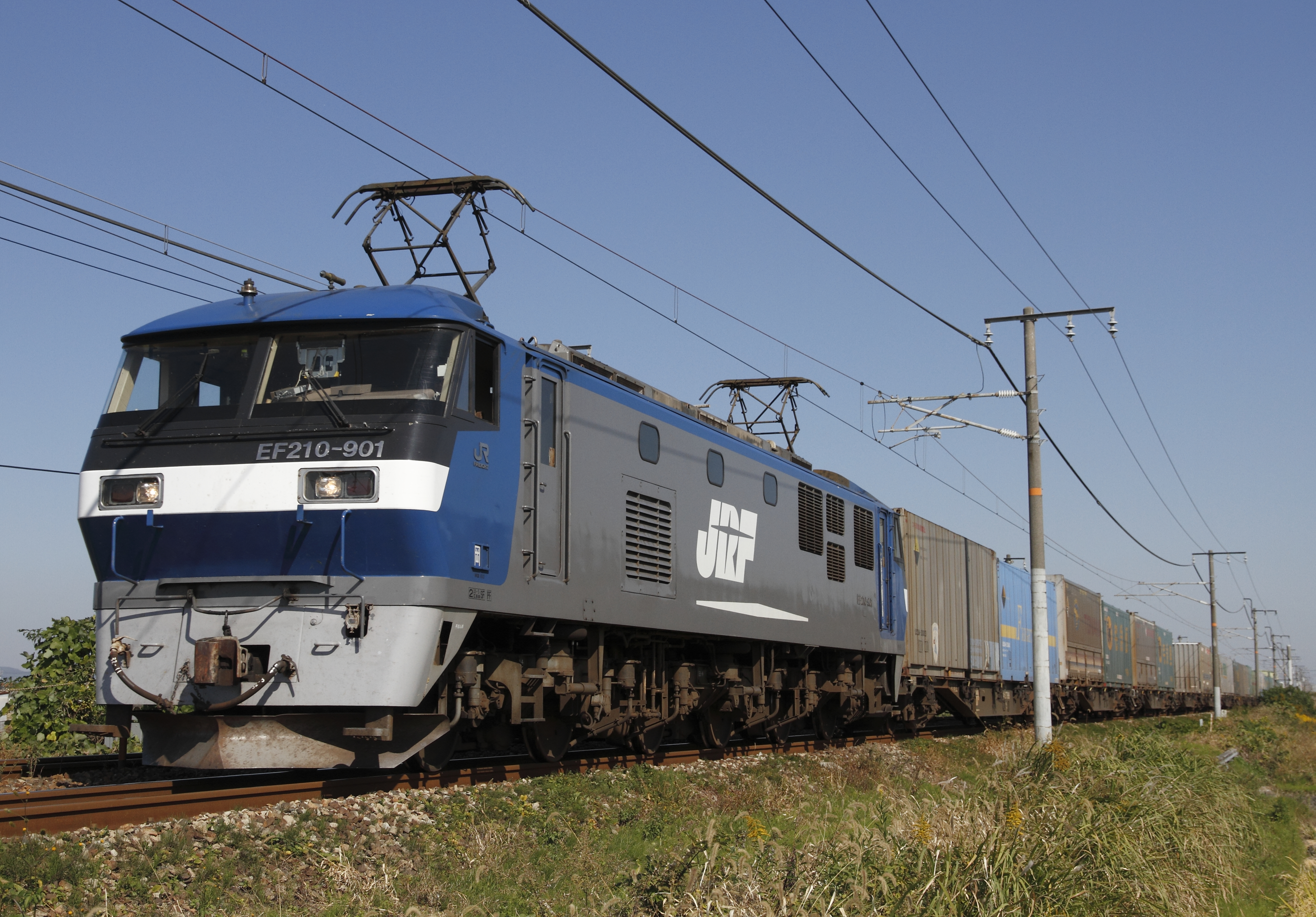
試作機 EF210-901
（2014年10月30日 庭瀬駅 - 中庄駅間）

1996年3月に三菱電機・川崎重工業で製作された、本形式の試作機。
新鶴見機関区に新製配置され、各種試験に供された。1997年（平成9年）8月に岡山機関区へ転属した。量産機とは車体側面1エンド側のルーバー形状や、屋根昇降ステップの位置が異なる他、運転席側窓がやや小さく、運転台周りの塗装パターンが若干異なる。側面の車両番号表示は向かって右の助士席側扉付近にある。
主電動機はFMT3形（565 kW）、歯車比は1:4.44、軸距が2,600 mmに設定され、中間台車がFD5、両端台車がFD6とされた。パンタグラフは下枠交差式のPS22D形である。
1997年（平成9年）12月5日より営業運転を開始した。2005年3月に量産化改造を実施し、量産機と同一の電動機FMT4形を搭載し、歯車比も量産車と同一になった。
2022年3月の広島車両所にて全般検査実施の際に、新塗装とキャラクターラッピングが施工されて出場している。旧塗装時代は量産車とは異なり「ECO-POWER 桃太郎」のロゴマークは付けられていなかったが、新塗装化の際にキャラクターラッピングとともに初めて付けられた。

### 0番台（1 - 18号機）
| 基本番台 EF210-3 |  | 新塗装化されたEF210-6（2020年12月12日 熊山駅 - 万富駅間）  |
| 基本番台 EF210-3 |  | 新塗装化されたEF210-6 （2020年12月12日 熊山駅 - 万富駅間） |

1998年7月から同年11月にかけて三菱電機・川崎重工業で製作された本形式の量産機。
主電動機を同一出力ながら小型のFMT4形（565 kW）に改良。これは、以降の新型電気機関車にも標準装備される。走り装置は歯車比を1:4.44から1:5.13に変更、主電動機を小型化したため、台車軸距を2,500 mmに短縮したFD7E両端台車、FD8中間台車を装備する。側面の車両番号表示は向かって左の運転士席側扉付近に移された。新製時より「ECO-POWER 桃太郎」のロゴマーク（小形）が助士席側窓下に描かれる。パンタグラフは下枠交差式のPS22D形である。全車が岡山機関区に配置されている。
後述の100番台107号機より開始された、青地に白帯の新塗装による車両簡略塗装化は、0番台では2019年10月に出場した14号機から始まり、2021年3月13日現在で8機に施されている。なお、0番台の「桃太郎」のラッピング施工は、後述と同様に2020年10月以前に新塗装化した5機（2・4・6・9・14号機）に施工され、2020年11月に出場した11号機からは、新塗装とキャラクターラッピングが施工されて出場している。
2025年3月26日広島車両所出場の8号機もって0番代全車の新塗装化が完了した。

### 100番台（101 - 173号機）
| 100番台 EF210-142（2021年6月10日）  |  | 新塗装化されたEF210-108 |
| 100番台 EF210-142 （2021年6月10日） |  | 新塗装化されたEF210-108 |

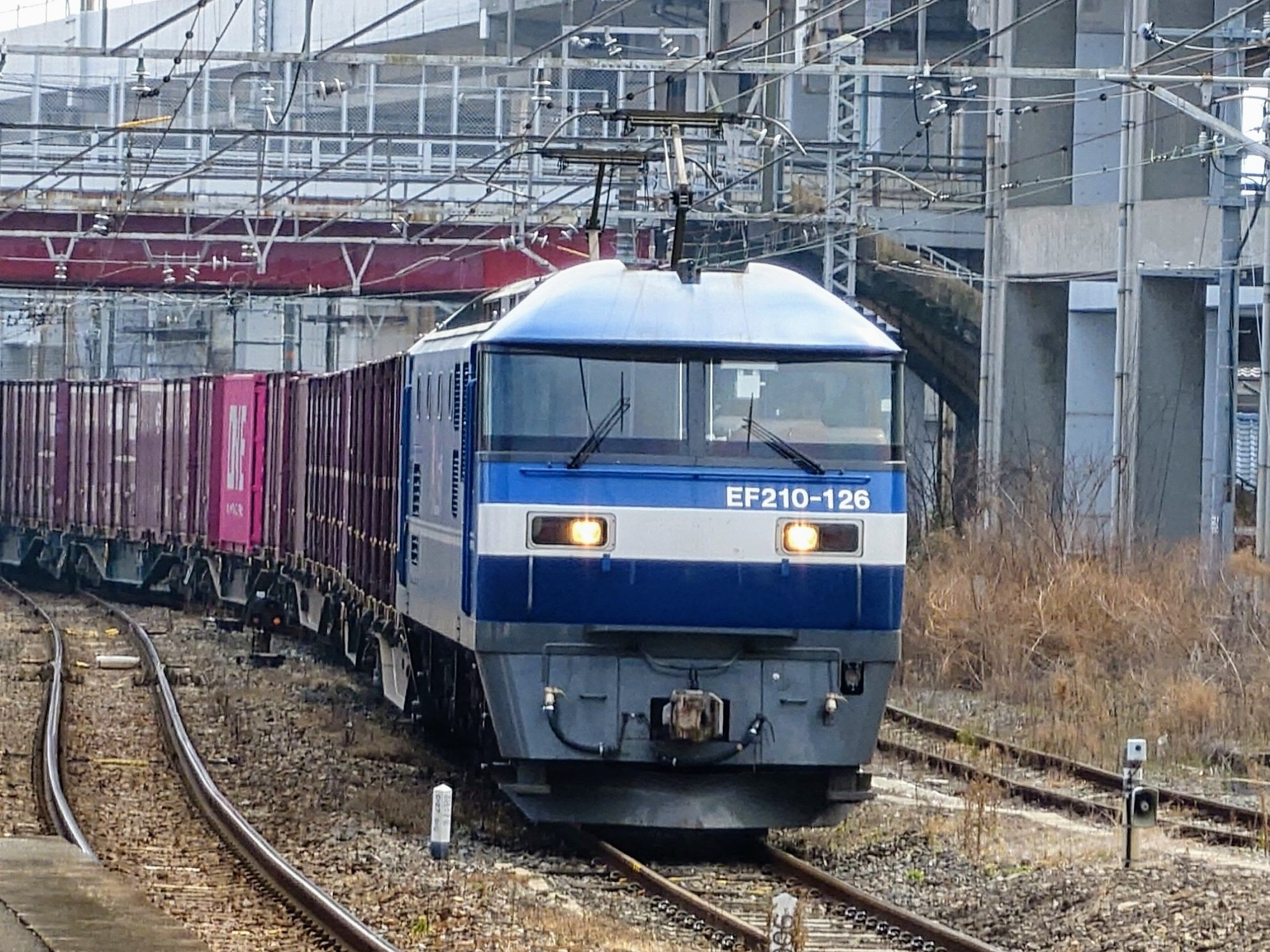
2024年4月20日出場の126号機（2025年3月1日・徳山駅）

2000年3月以降、三菱電機・川崎重工業で製作された改良機で、同年4月10日から運用を開始した。EF65形置き換えのために岡山機関区および新鶴見機関区に新製投入されたが、2007年度以降はEF66形取替えのため吹田機関区への新製配置も行われた。
主要機器の面では、VVVFインバータの整流素子を IPM（素子保護機能付きIGBT）に変更し、制御システムも1台のインバータで1台のモーターを制御する1C1M方式とされた。主電動機の制御方式がすべり制御方式からベクトル制御方式に変更されたほか、新製時からATS-PF保安装置を搭載している。補助電源装置として搭載する静止形インバータ（SIV）の故障時に、主回路制御用インバータの一群をSIVのバックアップとして使用できる冗長化を図った。
排障器横の手歯止め収納箱の形状変更、フランジ塗油器を前後共通の1基から前後別の2基に増設した。検査作業の効率化のため、機器室通路の幅を拡大した。
外観上、基本番台とは側面の採光窓・ルーバーの数や配置が異なり、大き目の「ECO-POWER 桃太郎」のロゴが側面中央に描かれている。109号機以降はシングルアーム式パンタグラフのFPS-4形を採用し、関節部は車端側に向けて搭載される。
また、シングルアーム式パンタグラフを搭載して落成した115号機は、2011年3月から2013年1月までは下枠交差型に交換されていたが、経緯は不明である。また、127号機は新製直後の2006年9月上旬、西湘貨物駅 - 東京貨物ターミナル駅間で1,300 t列車牽引試験を7日間行った。
156号機以降は屋上の列車位置検知用GPSアンテナ設置が省略されている。これは、運転支援システムのリニューアルに伴い、列車位置検出機能を車載端末のGPSに変更したことから、従来のGPSアンテナの使用を中止したためである。
なお、0番台と同様の青地に白帯の新塗装による車両簡略塗装化については、100番台前期型から施工されており、2018年6月に出場した107号機から始まり、新鶴見機関区所属機は7機（2021年4月20日現在）、吹田機関区所属機は5機に施工されている（2021年3月13日現在）。ただし、2020年より再塗装と同時に「桃太郎」のラッピングを施工すると発表したが、発表後も新鶴見機関区所属機の5機（110 - 113・116号機）および吹田機関区所属機の4機（106 - 109号機）はラッピングを施工されずに再塗装されていたが、2020年10月から前述の車両にもキャラクターラッピングが行われ、2020年12月の118号機（新鶴見機関区所属機）からは、新塗装とキャラクターラッピングが施工されて出場している。
| 製造次 | 製造年度 | 車両番号  | 新製配置                             |
| ------ | -------- | --------- | ------------------------------------ |
| 1次車  | 1999年度 | 101・102  | 岡山機関区                           |
| 1次車  | 2000年度 | 103 - 105 | 岡山機関区                           |
| 1次車  | 2001年度 | 106 - 108 | 岡山機関区                           |
| 2次車  | 2002年度 | 109 - 111 | 岡山機関区                           |
| 2次車  | 2003年度 | 112・113  | 岡山機関区                           |
| 2次車  | 2004年度 | 114・115  | 岡山機関区                           |
| 2次車  | 2005年度 | 116 - 125 | 岡山機関区・新鶴見機関区             |
| 2次車  | 2006年度 | 126 - 131 | 岡山機関区                           |
| 2次車  | 2007年度 | 132 - 141 | 岡山機関区・新鶴見機関区・吹田機関区 |
| 2次車  | 2008年度 | 142 - 155 | 岡山機関区・新鶴見機関区・吹田機関区 |
| 3次車  | 2009年度 | 156 - 164 | 岡山機関区・新鶴見機関区・吹田機関区 |
| 3次車  | 2010年度 | 165 - 173 | 新鶴見機関区・吹田機関区             |

### 300番台（301号機 - ）

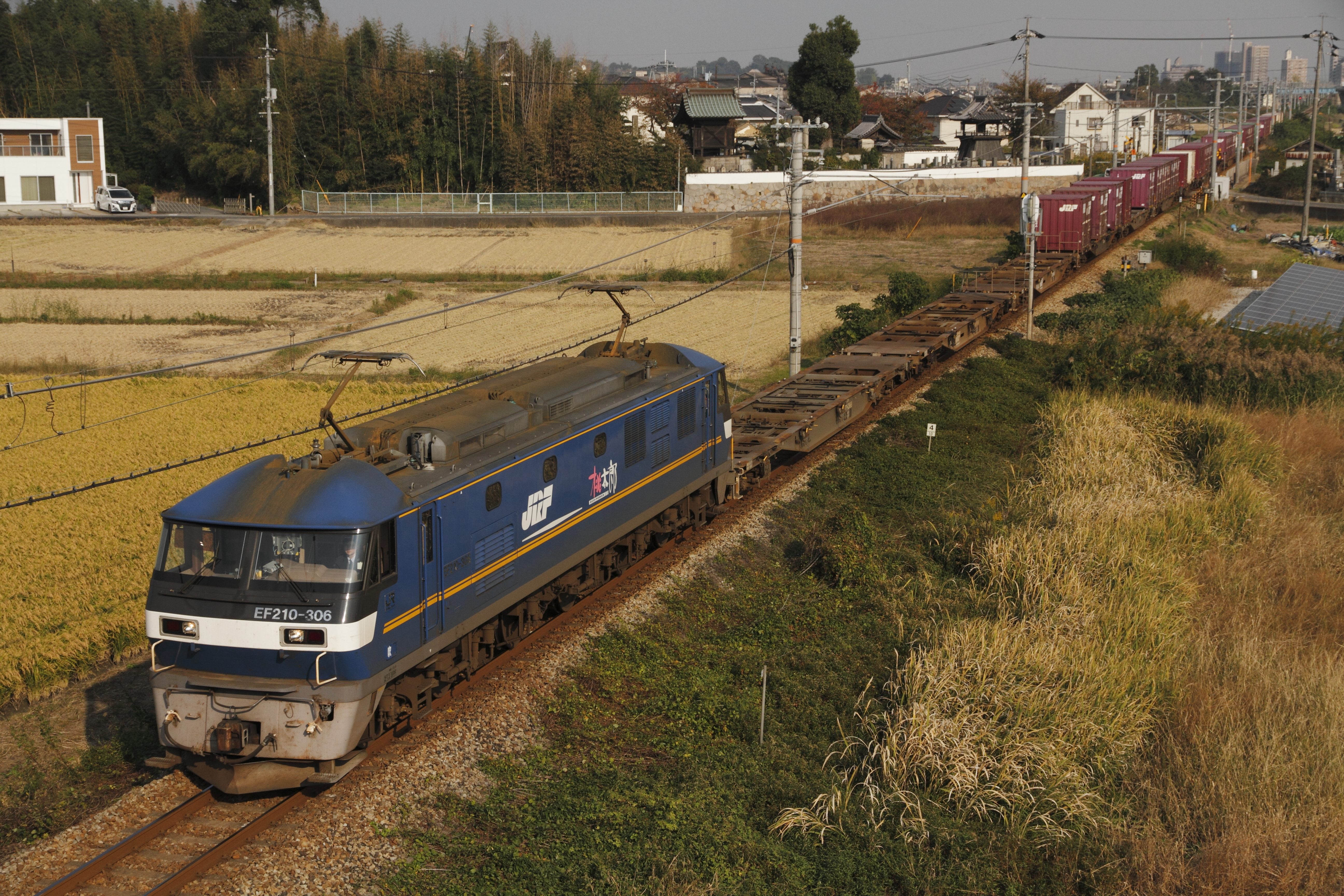
300番台 EF210-306
（2017年11月2日）

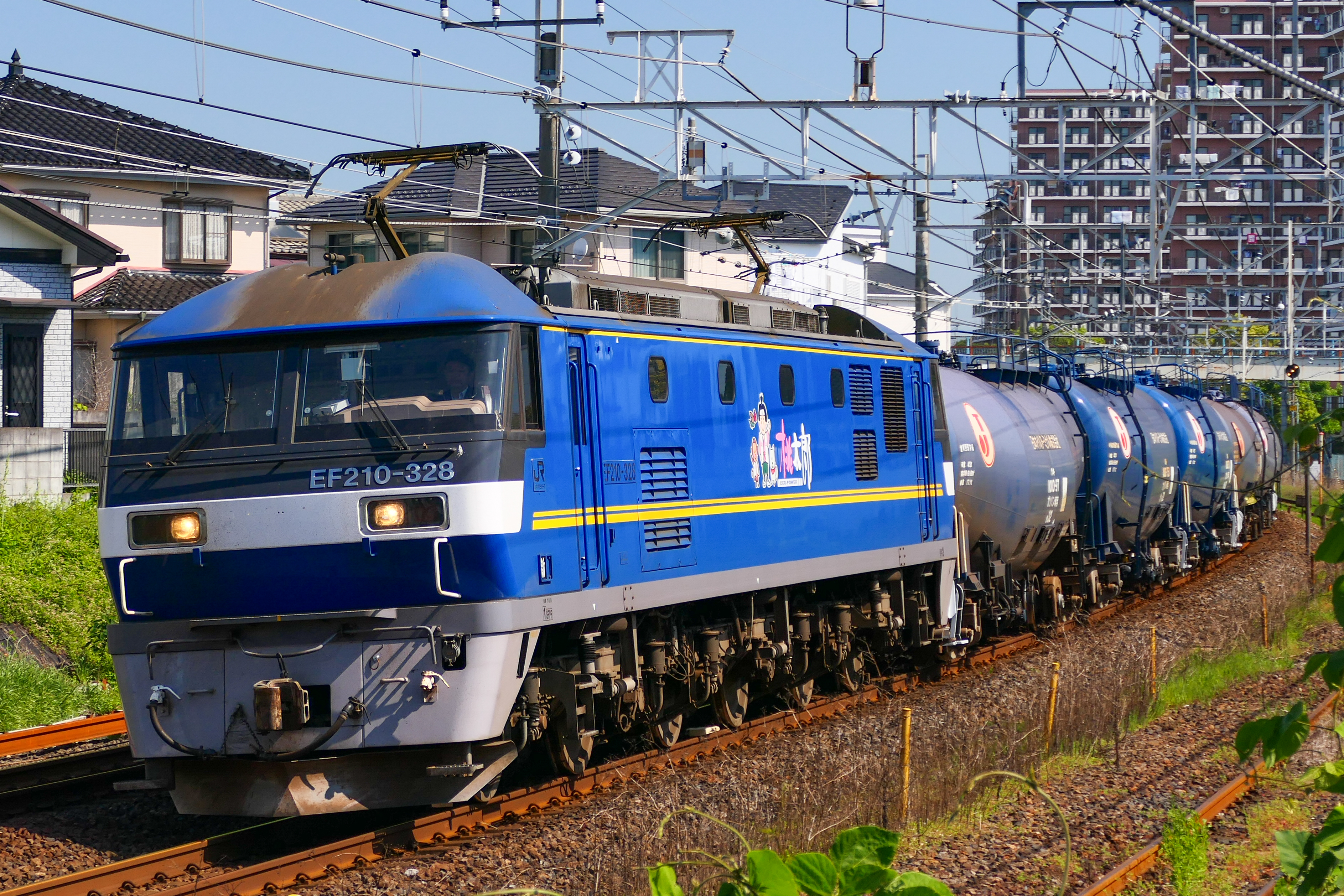
EF210-328
310号機以降は側面のJRFロゴが省略、316号機以降はキャラクターラッピングが行われている。
（2023年5月10日 東鷲宮駅 - 久喜駅間）

経年30年を超える瀬野八用補助機関車（勾配後押機関車）のEF67形（0番台）の置き換えを目的として、2012年より導入。9月3日に納車された301号機を用いた、およそ1か月の現車訓練と試運転を経て広島車両所に配置、2013年3月16日より営業運転を開始した。
100番台をベースにしており、勾配後押機関車として運用するため高粘度のシリコーン油を内蔵した新型の緩衝器を両エンドの連結器に採用している。これは、貨物列車を編成後部から押上げる際、状況によっては編成内の連結器に衝撃力が加わる場合があり、それを緩和するためのものである。従来の緩衝器に超高粘度のシリコーン油を充填したシリンダを組込み、引張側では従来のゴムブロックによる変形抵抗により衝撃を吸収するが、圧縮側（押上げ時）ではそれによる変形抵抗にシリコーン油の流動抵抗が加わり、より高い衝撃吸収能力をもっている。その装備のために緩衝器が大型化し、車体長が片側で200 mm、全体として400 mm長くなっている。車体色は標準型と異なり、青地に2本の黄色のラインを入れたものとなる。
勾配後押機関車としての仕業以外にも、本務機としての運用を考慮し汎用性を持たせた設計とされているため「瀬野八」区間以外での運用も可能なことから、平成27年からは吹田機関区への配置を開始して老朽化の顕著なEF66形基本番台や保守部品の枯渇が懸念されていたEF200形を置き換えることになった。
2020年3月改正からは、東海道本線吹田以東への定期運用が設定され、関東地区への入線も見られるようになった。301 - 325号機は全車両が西日本地区の吹田機関区に配置されているが、326号機の製造以降は東日本地区の新鶴見機関区にも配置されるようになり、老朽化した同区配置のEF65形を順次置き換えた。
2017年（平成29年）に落成した310号機以降は、309号機以前や他の番台とは異なり、側面のJRFロゴが省略された。その後、2020年2月に落成した316号機は側面（両面1か所ずつ）に桃太郎とその家来（サル・イヌ・キジ）を描いたイメージキャラクターのラッピングが施されており、以降の新製機にも反映されるようになったほか、従来機でも入場時にラッピングが実施されている。
2017年（平成29年）8月6日-8月19日には京都鉄道博物館に310号機が展示された。
登場からしばらくは後補機として使われる区間は瀬野八のみであったが、2023年（令和5年）2月13日より後補機として使用される区間に吹田貨物ターミナル駅（梅田貨物線）- 安治川口駅（桜島線）が新たに加わった。
2023年（令和5年）10月19日-11月5日にはEF66 121などとともに京都鉄道博物館に309号機が展示された。
| 製造次 （新製時外観） | 製造年度 | 車両番号       | 新製配置                  |
| --------------------- | -------- | -------------- | ------------------------- |
| 1次車 （JRFロゴ）     | 2012年度 | 301            | 広島車両所（→吹田機関区） |
| 1次車 （JRFロゴ）     | 2013年度 | 302・303       | 広島車両所（→吹田機関区） |
| 2次車 （JRFロゴ）     | 2015年度 | 304 - 309      | 吹田機関区                |
| 3次車 （ロゴ無し）    | 2017年度 | 310・311       | 吹田機関区                |
| 3次車 （ロゴ無し）    | 2018年度 | 312 - 315      | 吹田機関区                |
|                       | 2019年度 | 316・318       |                           |
| 4次車 （桃太郎ロゴ）  | 2020年度 | 317・319 - 329 | 吹田機関区・新鶴見機関区  |
| 4次車 （桃太郎ロゴ）  | 2021年度 | 330 - 339      | 吹田機関区・新鶴見機関区  |
| 4次車 （桃太郎ロゴ）  | 2022年度 | 340 - 354      | 吹田機関区・新鶴見機関区  |
| 4次車 （桃太郎ロゴ）  | 2023年度 | 355 - 362      | 吹田機関区・新鶴見機関区  |
|                       | 2024年度 | 363-371        |                           |

## 運用

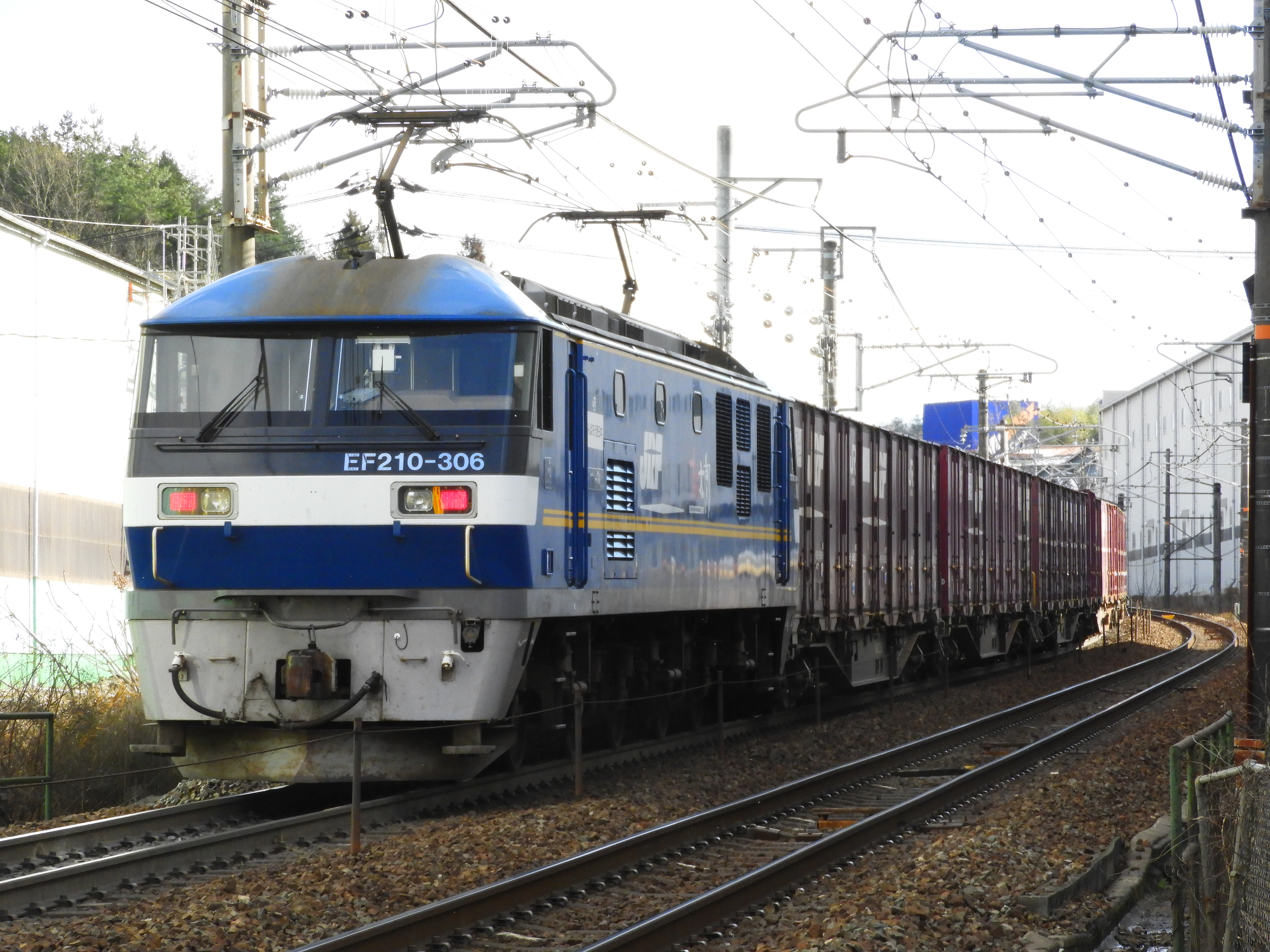
瀬野八で補機運用に就く300番台（EF210-306）

本形式は新製以来、東海道本線・山陽本線の高速貨物列車で重点的に使用されるほか、東北本線の宇都宮貨物ターミナル駅、高崎線の倉賀野駅、中央本線の八王子駅、京葉線の蘇我駅、鹿島線の鹿島サッカースタジアム駅、桜島線の安治川口駅、瀬戸大橋線経由の高松貨物ターミナル駅または松山貨物駅までなど、運用範囲は山口・四国から北関東・千葉までに及び、直流電化区間の貨物列車の大半は本系列によって運用されている。
吹田機関区と岡山機関区の0・100番台、新鶴見機関区の100・300番台は全車共通で運用されている。
300番台の301 - 303号機は新製当初広島車両所に配置されていたが、2013年10月に301号機が吹田機関区に貸し出され、その後は301号機が吹田機関区に転属したのを皮切りに3両全てが転属し、送り込みを兼ねて吹田 - 広島間の貨物列車の先頭にも立つようになった。
304号機以降は吹田機関区と新鶴見機関区に逐次配置され、かつてのEF65形、EF66形、EF200形による運用を置き換えているほか、2014年3月ダイヤ改正からは専用の運用が新設された。2018年ダイヤ改正では運用が独立し、300番台専用運用が新設された。2020年ダイヤ改正では300番台が吹田機関区の100番台と共通の運用にも入るようになり、314号機を初めとしダイヤ改正当日の1072レより300番台が東海・関東地区に入線している。
2023年2月13日より梅田貨物線の大阪駅（うめきたエリア）設置に伴う地下化により23.5 ‰の勾配が生じたことから、同日より吹田貨物ターミナル駅 - 安治川口駅において一部貨物列車で300番台による後補機連結が開始された。瀬野八区間とは異なり、両方向ともに上り急勾配区間が発生したため、両方向の列車で後補機連結が行われる。
| 配置         | 車両番号 | 出典 |
| ------------ | --- | ---- |
| 新鶴見機関区 | 110 - 113・116 - 125・132 - 136・142・ 143・150 - 152・155・161 - 164・170 - 173・326 - 330・340 - 348号機     |      |
| 吹田機関区   | 103 - 109・114・115・139 - 141・144 - 146・149・ 154・156- 160・165 - 169・301 - 325・331 - 339・349 - 354号機 |      |
| 岡山機関区   | 901・1 - 18・101・102・ 126 - 131・137・138・147・148・153号機                                                 |      |

重要部検査は、0・100番代（岡山・吹田所属）が岡山機関区もしくは※広島車両所（※直近では実施なし）で、300番代が吹田機関区で施工される。全般検査は広島車両所が担当している。